# Microsoft Outlook
Microsoft Outlook – menedżer informacji osobistych i program komunikacyjny zapewniający ujednolicone miejsce do zarządzania pocztą e-mail, kalendarzami, kontaktami oraz innymi informacjami osobistymi i zespołowymi. Program Outlook można kupić w pakiecie Microsoft Office lub osobno. Odpowiednikiem Outlooka w systemie macOS był do 2010 roku Microsoft Entourage.

## Wersje Microsoft Outlook
Dla systemu Windows
- Outlook 97
- Outlook 98
- Outlook 2000
- Outlook 2002
- Outlook 2003
- Outlook 2007
- Outlook 2010
- Outlook 2013
- Outlook 2016
- Outlook 2019

Dla systemu macOS
- Outlook 2011 for Mac
- Outlook 2013 for Mac
- Outlook 2015 for Mac
- Outlook 2016 for Mac
- Outlook 2019 for Mac

## Wymagania systemowe (Outlook 2019)
Windows
- system operacyjny: Windows 10 lub nowszy, Windows Server 2016 lub nowszy
- procesor: 1,6 GHz lub szybszy
- RAM: 2 GB lub więcej (32-bit), 4 GB lub więcej (64-bit)
- wolne miejsce na dysku: 4 GB lub więcej
- karta graficzna: zgodna z co najmniej DirectX 10
- rozdzielczość ekranu: 1024×768 lub wyższa
- zalecany dostęp do Internetu.

macOS
- system operacyjny: macOS 10.12 lub nowszy
- procesor: firmy Intel
- RAM: 4 GB lub więcej
- wolne miejsce na dysku: 6 GB lub więcej
- rozdzielczość ekranu: 1280×800 lub wyższa
- zalecany dostęp do Internetu.